# Sydney Battersby
Sydney Battersby (n. 18 noiembrie 1887, Wigan⁠(d), Anglia, Regatul Unit al Marii Britanii și Irlandei – d. 3 septembrie 1974, Sydney, Noul Wales de Sud, Australia) a fost un înotător ce a reprezentat Regatul Unit al Marii Britanii și al Irlandei de Nord, medaliat olimpic. A participat la două ediții ale Jocurilor Olimpice (1908, 1912) în care a câștigat o medalie de argint și o medalie de bronz.